# Rebecca Amsellem
Pour les articles homonymes, voir Amsellem.
Rebecca Amsellem, née à Paris le 15 octobre 1988, est une entrepreneuse, économiste et militante féministe franco-canadienne.

## Biographie
Elle grandit dans le 9e arrondissement de Paris, dans un milieu privilégié. Son père est juif sépharade et sa mère canadienne protestante. Enfant, elle souhaite devenir conservatrice de musée.

## Formation universitaire
Rebecca Amsellem est diplômée de l'Institut d'études politiques de Toulouse en 2012. Puis elle soutient une thèse en économie de la culture à l’université Paris I-Panthéon-Sorbonne, thèse intitulée Les stratégies d'internationalisation des musées et les nouveaux modèles d'affaires en 2016, celle-ci est publiée en anglais sous le nom Museums go international : new strategies, business models aux éditions Peter Lang, en 2019. Elle est docteure en économie.

## Parcours, engagements et réalisations
Rebecca Amsellem est régulièrement citée aux côtés de Lauren Bastide, Caroline De Haas, Titiou Lecoq et Alice Coffin pour son militantisme féministe,,.

### Les Glorieuses
En 2015, elle crée la lettre d'information féministe Les Glorieuses et Gloria Media, société de production de newsletters. Au printemps 2020, la lettre d'information était suivie par 150 000 personnes.
En 2018, elle publie Les Glorieuses : chroniques d'une féministe.
En 2019, cette lettre d'information (les glorieuses) est critiquée par la journaliste Laure Daussy dans Charlie Hebdo.
En octobre 2020, elle est classée parmi les 40 femmes françaises de l'année par le magazine Forbes.

### Causes et activités féministes
En 2015, elle lance le mouvement #5novembre16h47, dont la date est actualisée tous les ans. Ce mouvement a objectif de sensibiliser à l'inégalité salariale entre les femmes et les hommes en France,,. Elle prend aussi position en faveur de congé parental partagé, suivant le modèle suédois. Rebecca Amsellem mène aussi une veille sur les prises de position des personnalités et partis politiques français au sujet des droits des femmes.
En 2019, lors de la campagne de communication des JO 2024, elle dénonce l'hypersexualisation du logo censé représenter Marianne,.

### PodcastLa méthode
En mai 2022, elle coécrit et présente une série de podcast nommée  “La Méthode”, coproduction entre Les Glorieuses et Louie Mediia. Elle écrit les six épisodes avec Léna Coutrot et Fanny Ruwet. Cette série interroge les conditions d'une utopie féministe,. Les 6 épisodes s'appuient sur des analyses de grandes intellectuelles féministes françaises et internationales.
- Épisode 1 : Casser la boucle, avec Geneviève Fraisse et Rafia Zakaria
- Épisode 2 : Radicaliser l'égalité, avec Natalie Wynn et Réjane Sénac
- Épisode 3 : Nourrir sa joie, avec Carla Bergman et Nick Montgomery et Véronica Gago
- Épisode 4 : Réparer ses désirs, avec Manon Garcia, et Kristen Ghodsee
- Épisode 5 : Embrasser la nuance, avec Yuri Casalino, et Sarah Schulman
- Épisode 6 : Vivre les utopies, avec Rafia Zakaria et Réjane Sénac

## Controverse sur ses méthodes managériales
Une enquête d'Arrêt sur images auprès d'anciennes collaboratrices semble montrer un manque de cohérence entre le discours et les actes. Rebecca Amsellem a été accusée de mauvais traitements en contradiction avec les valeurs qu'elle affiche publiquement. Elles lui reprochent « heures supplémentaires non payées, rémunération dérisoire, tâches à effectuer pour le compte personnel de la dirigeante » À la suite de cette publication, Anna Toumazoff, qui fut rédactrice en chef aux Glorieuses d'octobre 2019 à janvier 2020 relate une série d'abus que Rebecca Amsellem lui aurait fait subir.
Cette dernière a par ailleurs été condamnée le 11 octobre 2021 par le conseil des prud'hommes de Paris à verser 17 000 euros de rappel de salaire, à la suite de la requalification en CDI du contrat d'une ancienne collaboratrice. Les conseillers prud’homaux n’ont néanmoins pas retenu les autres chefs d’accusation portés par cette même plainte, dont celui de harcèlement moral et de travail dissimulé.

## Publication
- Les Glorieuses : chroniques d'une féministe, Paris, Éditions Hoëbeke, 2018, 192 p.[31]  (ISBN 978-2842306144)